# Danaea antillensis
Danaea antillensis är en kärlväxtart som beskrevs av Christenh.. Danaea antillensis ingår i släktet Danaea, och familjen Marattiaceae. Inga underarter finns listade i Catalogue of Life.